# Зенит (фотоапарат)

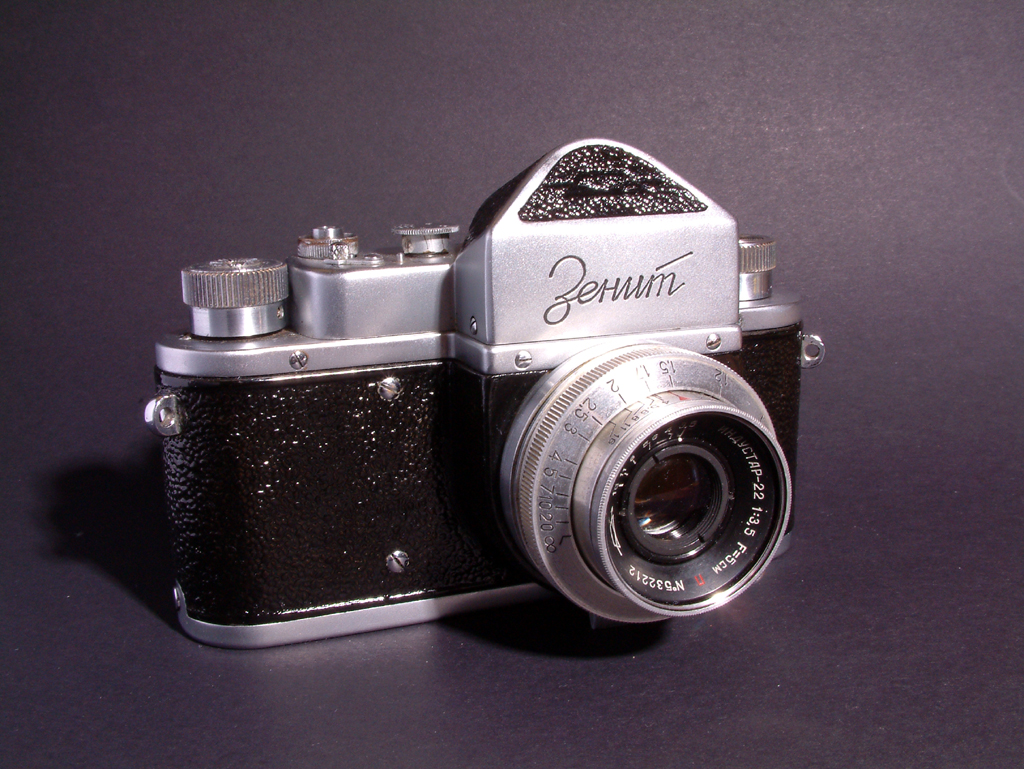
Фотокамера «Зенит» з об'єктивом «Индустар-22»

Зени́т — малоформатний однооб'єктивний дзеркальний фотоапарат з ручною установкою експозиції. Перший фотоапарат, який розроблений на Красногорському механічному заводі (КМЗ) який випускався серійно під маркою «Зенит» в 1952—1956 рр. на КМЗ. Всього вироблено 39 091 камер. Камера була розроблена на основі далекомірного фотоапарата Зоркий, який випускав КМЗ з 1949 р.

## Технічні характеристики
- Корпус металевий зі знімною задньою стінкою.
- Заведення затвора і перемотка плівки — головкою. Зворотне перемотування плівки головкою такого ж розміру що і головка зведення. Лічильник кадрів з ручною установкою першого кадру.
- Тип застосовуваного фотоматеріалу — фотоплівка типу 135 в стандартних касетах. Розмір кадру 24 × 36 мм.
- Затвор — механічний, шторково-щілинний з горизонтальним рухом полотняних шторок. Витримка затвора: від 1/25 до 1/500 сек і «ручна».
- Видошукач дзеркальний, з незмінною пентапризмою. Фокусувальний екран — матове скло.
- Штатний об'єктив — «Индустар-22» 3,5/50 або «Индустар-50» 3,5/50 з попередньою установкою діафрагми.
- Тип кріплення об'єктива — різьбове з'єднання M39×1/45,2.
- Синхроконтакту немає.
- Експонометр відсутній.
- Автоспуска немає.
- Різьба штативного гнізда 3/8 дюйма.